# Boquilla
La boquilla es pieza fundamental en un instrumento de viento. A través de esta pieza, el músico es capaz de generar sonido melódico por medio del viento que provoca de su boca

## Viento-metal

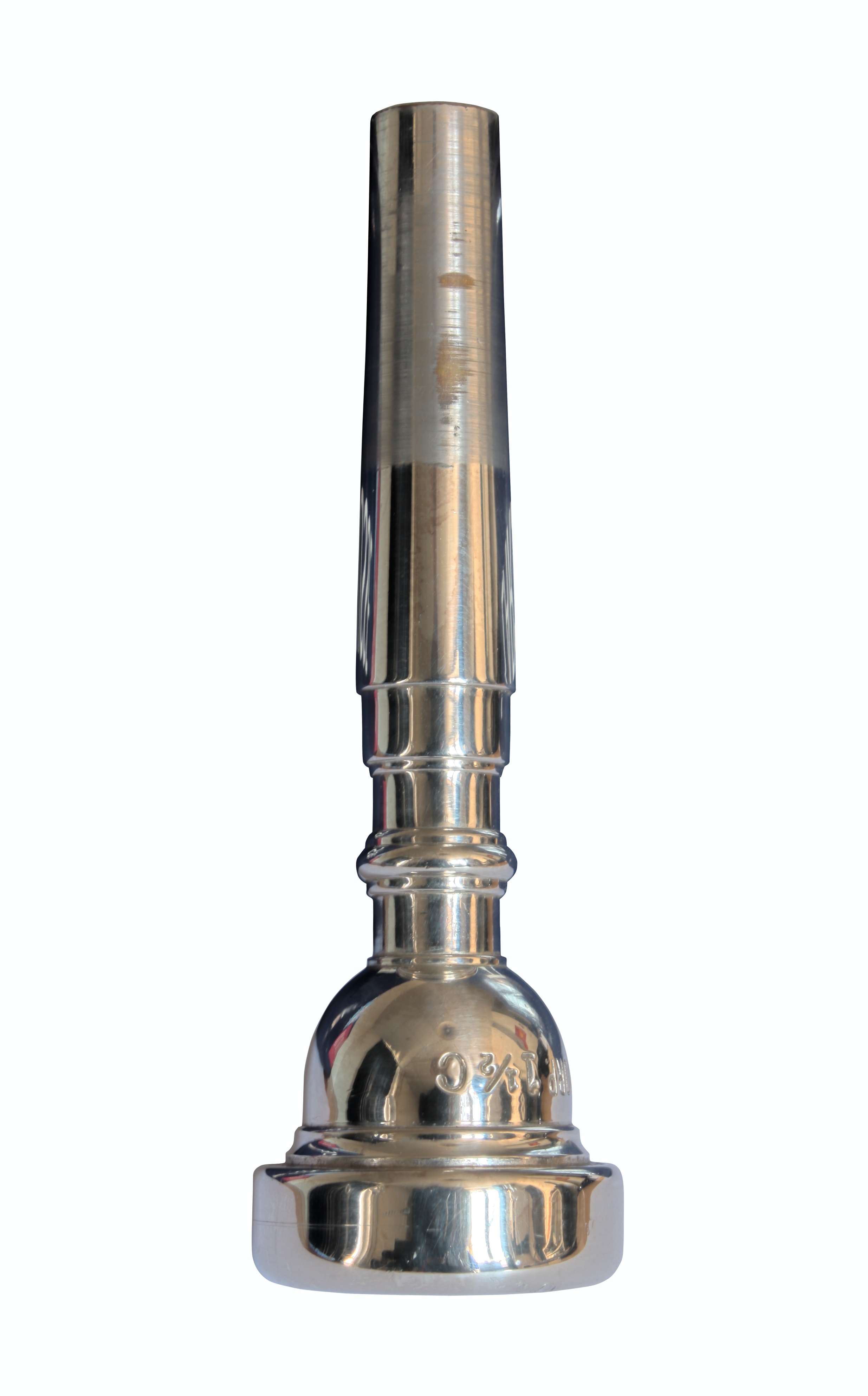
Boquilla de trompeta.

Las boquillas de los instrumentos de la familia de viento-metal se apoyan contra los labios del ejecutante, en este caso lo que vibra son los propios labios del intérprete, la boquilla es una copa de metal (generalmente latón, pero también existen de otros materiales como el vidrio o materiales poliméricos), y es usada en los instrumentos mayores de metal a los que consecuentemente se llama de viento metal. Los más representativos son: la trompa, la trompeta, el trombón, la tuba, el bombardino, el fliscorno, etc. Estos instrumentos pueden cambiar de nota sin hacer uso ninguna llave o pistón (no toda la escala cromática, pero por lo general, 3 notas de ella), es decir, varias notas al aire. De esto se encarga la boquilla metálica, que a diferencia de las cañas, es capaz de producir distintos sonidos por sí sola mediante el cambio de presión y vibración sobre la boquilla de los labios del intérprete.

## Viento-madera

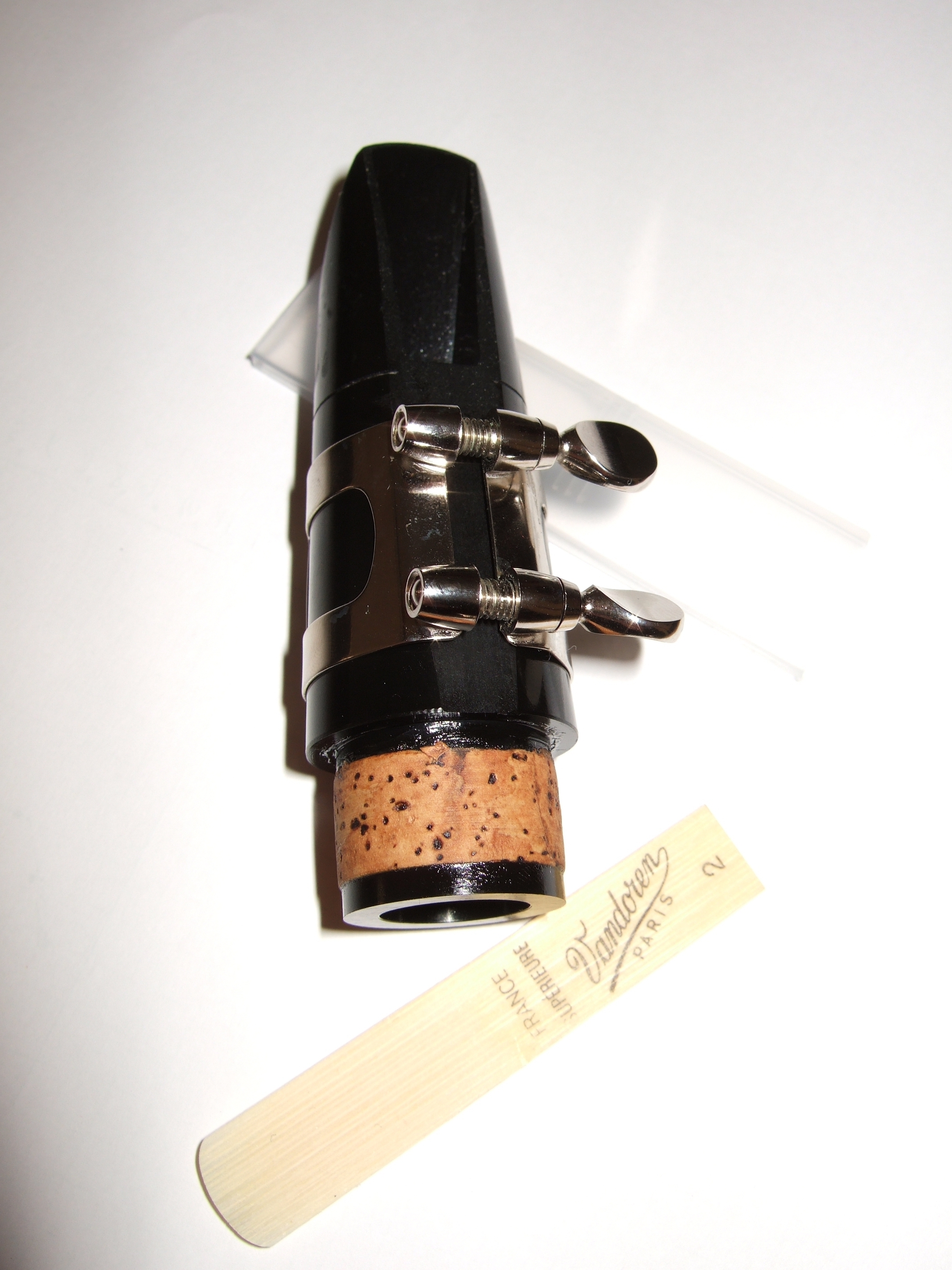
Boquilla y caña para clarinete.

Las boquillas de los instrumentos de la familia de viento-madera se introducen en la boca del intérprete y producen la vibración mediante el uso de cañas y en otros casos de cuerno o cualquier material suficientemente flexible, actualmente incluso se fabrican de materiales plásticos. Los instrumentos más representativos -a los que se denomina de viento madera- de este tipo de boquilla son: el saxo y el clarinete; el  oboe y fagot en lugar de una boquilla donde apoyar la caña, utilizan una caña doble, al igual que muchos instrumentos tradicionales como la dulzaina, el doudouk, la bombarda, etc. Otros tipos de instrumentos que utilizan caña son los que la llevan encapsulada en una cámara por la que entra el aire, es el caso de la gaita o los oboes tradicionales del Tíbet. Estas boquillas sólo producen un único sonido que se pueda aplicar en el instrumento.